# Espirúrides
Els espirúrides (Spirurida) són un ordre de nematodes secernentis. Alguns, com les filàries, poden produir malalties en humans. En aquest ordre s'inclou el nematode més gran conegut, Placentonema gigantissima, que parasita la placenta dels catxalots; les femelles madures assoleixen els 8 m de longitud, amb un diàmetre de només 2,5 cm, i posseeix 32 ovaris que produeixen una enorme quantitat d'ous.

## Característiques
La regió bucal posseeix normalment dos llavis laterals, encara que pot haver-n'hi quatre o més. L'orifici bucal pot posseir dents. Els amfidis estan generalment situats en posició lateral, encara que en alguns grups poden localitzar-se immediatament darrere dels llavis. L'esòfag es divideix normalment en una porció anterior muscular i un porció posterior glandular dilatada. Les larves posseeixen en general una espina cefàlica que usen per perforar l'embolcall de l'ou, i un fasmidi en forma de porus a la cua.

## Història natural
Els espirúrids utilitzen un vertebrat en el seu cicle de vida. L'hoste definitiu és un mamífer, una au o un rèptil, rarament un amfibi.

## Taxonomia
La taxonomia de l'ordre és conflictiva. Els camal·lànids (Camallanida) s'inclouen de vegades entre els espirúrids com un subordre, i els drilonemàtides (Drilonematida) com a superfamília.
Les següents superfamílies han estat provisionalment classificades en els espirúrids:
- superfamília Acuarioidea
- superfamília Aproctoidea
- superfamília Diplotriaenoidea
- superfamília Filarioidea - filàries
- superfamília Gnathostomatoidea
- superfamília Habronematoidea
- superfamília Physalopteroidea
- superfamília Rictularioidea
- superfamília Spiruroidea
- superfamília Thelazioidea